# Játszd, ahogy akarod
Játszd, ahogy akarod (węg. Graj tak, jak chcesz) – trzeci studyjny album węgierskiego zespołu rockowego Dinamit, wydany w 2010 roku po prawie trzydziestoletniej przerwie. Album został wydany na CD przez Rockinform.

## Lista utworów
1. "Mire jó" (3:28)
2. "Játszd, ahogy akarod" (3:34)
3. "Egy álom" (4:13)
4. "Hűvösek az éjszakák" (3:31)
5. "Megszökök" (3:41)
6. "Tűzkatonák" (3:54)
7. "Vámpírok alkonya" (3:47)
8. "Miért hiszed azt" (3:57)
9. "Űzd el" (3:56)
10. "Egy másik út" (3:59)

## Wykonawcy
- György Kálmán – wokal
- Antal Gábor Szűcs – gitara
- László Zselencz – basszusgitár
- Gyula Papp – instrumenty klawiszowe
- Gábor Németh – perkusja